# Kaskaskia
I Kaskaskia furono una delle numerose tribù native dell'America del nord che facevano parte della cosiddetta confederazione Illiniwek. 
Il loro primo contatto con gli europei avvenne a Green Bay, nel Wisconsin, nel 1667 con un gruppo di missionari gesuiti. Secondo la leggenda, furono gli stessi Kaskaskia a chiedere ai francesi di mandare loro un esponente dei missionari gesuiti per favorire un primo contatto.
Nel 1673, il padre gesuita Jacques Marquette e l'esploratore canadese Louis Jolliet intrapresero questo viaggio e furono i primi europei ad incontrare una tribù Illiniwek.
A conclusione della guerra tra i francesi e le popolazioni indigene i Kaskaskia subirono un forte ridimensionamento e la popolazione arrivò a poche migliaia di nativi.
I discendenti dei Kaskaskia oggi vivono in Oklahoma sotto la bandiera della Confederated Peoria Tribe. Sembra quasi certo che ormai oggi non esista un solo nativo di puro sangue Kaskaskia.
Il termine "Kaskaskia" però sopravvive ancora oggi nel fiume Kaskaskia, nel Kaskaskia College a Centralia, contea di Marion, Illinois e nella Kaskaskia Baptist Association, a Patoka, che portano il nome di questa tribù indiana. Anche un sottomarino della marina statunitense ha il nome della tribù: l'USS Kaskaskia (AO-27).
| Controllo di autorità | LCCN (EN) sh85071714 · J9U (EN, HE) 987007541062005171 |